# レジリエンス 〜Memories Off BEST〜
『レジリエンス 〜Memories Off BEST〜』（レジリエンス メモリーズ・オフ・ベスト）は、日本の女性歌手、彩音の2枚目のコンセプト・アルバムである。2018年3月21日に5pb.Recordsよりリリースされた。販売元はMAGES. Inc.。

## 概要
- 本作はは、本人がMemories Offシリーズに提供した主題歌を全曲収録したもので、彩音にとって初めて特定のゲームシリーズにテーマを絞った主題歌集となっている。当時の最新ゲーム『メモリーズオフ -Innocent Fille-』の主題歌を収録したシングル「レジリエンス」と同時リリース[2]。これらの曲のほとんどがアルバムに収録されるのは今回が初めてである。
- 全17曲収録のうち11曲が志倉千代丸の作詞・作曲によるもので、6曲が彩音の作詞によるものである。また、3曲はTatshが作曲・編曲を担当している。
- また、ボーナストラックとして2006年2月12日にお台場のZepp Tokyoで開催されたイベント『メモオフバレンタインコンサート』のライブ音源も初収録している。

## 収録曲
| #         | タイトル                                       | 作詞       | 作曲       | 編曲      | 時間  |
| --------- | ---------------------------------------------- | ---------- | ---------- | --------- | ----- |
| 1.        | 「レジリエンス」                               | 志倉千代丸 | 志倉千代丸 | 悠木真一  | 4:17  |
| 2.        | 「あがらない雨はないんだよ」                   | 志倉千代丸 | 志倉千代丸 | 悠木真一  | 5:19  |
| 3.        | 「Film Makers」                                | 志倉千代丸 | 志倉千代丸 | 磯江俊道  | 4:40  |
| 4.        | 「プリミディア」                               | 志倉千代丸 | 志倉千代丸 | 磯江俊道  | 5:04  |
| 5.        | 「あの空の果てまで」                           | 彩音       | Tatsh      | Tatsh     | 4:51  |
| 6.        | 「ribbon 〜10th anniv. ver.〜」                | 志倉千代丸 | 志倉千代丸 | @2        | 5:00  |
| 7.        | 「キミが居た証拠に」                           | 志倉千代丸 | 志倉千代丸 | 磯江俊道  | 4:51  |
| 8.        | 「君の描片 〜キミノカケラ〜」                  | 彩音       | Tatsh      | Tatsh     | 4:15  |
| 9.        | 「After Rain」                                 | 志倉千代丸 | 志倉千代丸 | 上野浩司  | 5:33  |
| 10.       | 「永遠のメモリーズ」                           | 彩音       | Tatsh      | Tatsh     | 4:47  |
| 11.       | 「かけがえのない思い ずっと一緒に」            | 彩音       | 上野浩司   | 上野浩司  | 4:16  |
| 12.       | 「ずっと一緒に もっと遠くまで」                | 彩音       | 水野大輔   | 水野大輔  | 3:58  |
| 13.       | 「想い出はゆびきりの記憶へ」                   | 彩音       | mo2        | mo2       | 5:21  |
| 14.       | 「ORANGE」                                     | 志倉千代丸 | 志倉千代丸 | 磯江俊道  | 4:49  |
| 15.       | 「ロマンシングストーリー」                     | 志倉千代丸 | 志倉千代丸 | 上野浩司  | 5:20  |
| 16.       | 「ribbon」(メモオフバレンタインコンサート)     | 志倉千代丸 | 志倉千代丸 |           | 5:09  |
| 17.       | 「After Rain」(メモオフバレンタインコンサート) | 志倉千代丸 | 志倉千代丸 |           | 5:55  |
| 合計時間: | 合計時間:                                      | 合計時間:  | 合計時間:  | 合計時間: | 83:25 |

## タイアップ
| 曲名                            | タイアップ                                                                                     |
| ------------------------------- | ---------------------------------------------------------------------------------------------- |
| レジリエンス                    | PS4・PS Vita・Windows用ソフト『メモリーズオフ -Innocent Fille-』オープニングテーマ             |
| あがらない雨はないんだよ        | PS4・PS Vita・Windows用ソフト『メモリーズオフ -Innocent Fille-』エンディングテーマ             |
| Film Makers                     | OVA『Memories Off ＃5 とぎれたフィルム THE ANIMATION』主題歌                                   |
| プリミディア                    | PS2用ソフト『メモリーズオフ6 〜T-wave〜』エンディングテーマ                                    |
| あの空の果てまで                | PSP用ソフト『Memories Off ＃5 とぎれたフィルム』オープニングテーマ                             |
| ribbon〜10th anniv. ver.〜      | PS2用ソフト『Memories Off After Rain』オープニングテーマ                                       |
| キミが居た証拠に                | PS2用ソフト『Memories Off #5 encore』オープニングテーマ                                        |
| 君の描片〜キミノカケラ〜        | PS2用ソフト『想い出にかわる君 〜Memories Off〜』オープニングテーマ                             |
| 君の描片〜キミノカケラ〜        | PSP用ソフト『Memories Off 〜それから〜』オープニングテーマ                                     |
| After Rain                      | PS2用ソフト『Memories Off After Rain』エンディングテーマ                                       |
| 永遠のメモリーズ                | PSP用ソフト『Memories Off』オープニングテーマ                                                  |
| 永遠のメモリーズ                | PSP用ソフト『Memories Off 2nd』オープニングテーマ                                              |
| かけがえのない思い ずっと一緒に | PS3・PS Vita用ソフト『メモリーズオフ6 Complete』エンディングテーマ                             |
| ずっと一緒に もっと遠くまで     | PS2・Xbox 360用ソフト『メモリーズオフ6 Next Relation』エンディングテーマ                       |
| 想い出はゆびきりの記憶へ        | PSP・PS3・PS Vita・Xbox 360用ソフト『メモリーズオフ ゆびきりの記憶』トゥルーエンディングテーマ |
| ORANGE                          | PS2用ソフト『Memories Off ＃5 とぎれたフィルム』オープニングテーマ                             |
| ロマンシングストーリー          | PS2用ソフト『Memories Off ＃5 とぎれたフィルム』グランドエンディングテーマ                     |